# Blackfriars (stacja kolejowa)
Blackfriars (London Blackfriars) – stacja i dworzec kolejowy w centralnym Londynie, położona, jako jedyna w brytyjskiej stolicy, nad oboma brzegami Tamizy. Główny budynek dworcowy ulokowany jest na brzegu północnym, w dzielnicy Blackfriars (City of London), a dodatkowe wejście znajduje się nad brzegiem południowym, w dzielnicy Bankside (gmina Southwark). Stacja zajmuje całą długość mostu kolejowego Blackfriars Railway Bridge, na którym znajdują się perony. Ma 4 krawędzie peronowe (2 tory przelotowe, 2 czołowe). Obsługuje podmiejski i regionalny ruch pasażerski wzdłuż linii kolejowej Thameslink.

## Ruch pasażerski
Głównym przewoźnikiem kolejowym obsługującym połączenia do i z Blackfriars jest spółka Thameslink, która jest również zarządcą stacji. W rozkładzie 2023/2024 na stacji zatrzymywały się pociągi podmiejskie oraz regionalne: w kierunku północnym m.in. do i z Bedford, Luton, Cambridge i Peterborough, południowym – Brighton, Horsham, portu lotniczego Gatwick, Rainham i Sevenoaks. W godzinach szczytu na stacji zatrzymuje się kilkadziesiąt pociągów na godzinę.
W latach 2004–2023 roczna liczba pasażerów rozpoczynających lub kończących podróż na stacji wahała się od 2,1 mln (2020/2021) do 15,1 mln (2014/2015). W tym samym okresie roczna liczba osób przesiadających się na stacji wynosiła od 378 tys. (2004/2005) do 7,7 mln (2022/2023).
Stacja kolejowa połączona jest ze stacją metra Blackfriars.

## Historia
Linia kolejowa, na której położona jest stacja, zbudowana została w latach 1860–1866 przez spółkę London, Chatham and Dover Railway. Połączyła ona stację węzłową Herne Hill w południowym Londynie z dworcem Farringdon, położonym w centrum miasta (dystans ok. 7 km). Pociągi przekraczały Tamizę mostem Blackfriars Railway Bridge, ukończonym w 1864 roku. Wzdłuż nowej linii w bliskim sąsiedztwie otwarto kilka stacji – w tym Blackfriars Bridge, na południowym brzegu rzeki, bezpośrednio przy wylocie z mostu, oraz Ludgate Hill na północnym brzegu, około 200 m od lokalizacji obecnego dworca. W 1874 roku przy północnym wylocie z mostu powstała podziemna stacja biegnącej równolegle do Tamizy linii Metropolitan District Railway (prekursor linii metra District Line); stacja ta otrzymała nazwę Blackfriars. Wraz ze wzrostem liczby obsługiwanych pasażerów, w szczególności tych przesiadających się między obiema liniami postanowiono o budowie nowej stacji, położonej w bezpośrednim sąsiedztwie stacji podziemnej. Otwarta w 1886 roku, nazwana St Paul′s, w 1937 roku otrzymała swoją obecną nazwę – Blackfriars. Stacja obsługiwała pociągi pasażerskie do południowo-wschodniej Anglii oraz, za pośrednictwem promów kolejowych, do miast w Europie kontynentalnej.
Wraz z rozwojem sieci londyńskiego metra w pierwszej połowie XX wieku liczbę pociągów zatrzymujących się na stacji poddano redukcji. Połączenia pasażerskie łączące Blackfriars z dworcem Farringdon wycofano w 1916 roku. W okresie powojennym wzrosła liczba dojeżdżających pociągami do pracy z nowo powstających przedmieść w południowo-wschodnim Londynie. W latach 70. XX wieku stację poddano gruntownej modernizacji. W 1988 roku wznowiono ruch pasażerski wzdłuż osi północ–południe, w ramach nowo ustanowionej linii kolejowej Thameslink.
W latach 2008–2012 miała miejsce kolejna gruntowna przebudowa dworca, w ramach szeroko zakrojonego programu mającego zwiększyć przepustowość linii Thameslink. Stację powiększono o prowadzący na nią most kolejowy. Ten poszerzono, wybudowano na nim perony, co pozwoliło na obsługę dłuższych pociągów, o 24 wagonach, zamiast dotychczasowych 12. Wybudowano także dodatkowe wejście na stację na południowym brzegu rzeki.
Jedną z nielicznych pozostałości po oryginalnym dworcu z XIX wieku są kamienie z wygrawerowanymi nazwami 54 miast, w Wielkiej Brytanii oraz innych krajach europejskich (wśród nich m.in. Marsylia, Wenecja i Petersburg), do których podróżni mieli możliwość dotrzeć za pośrednictwem dworca. W wielu przypadkach były to połączenia niebezpośrednie.

## Galeria

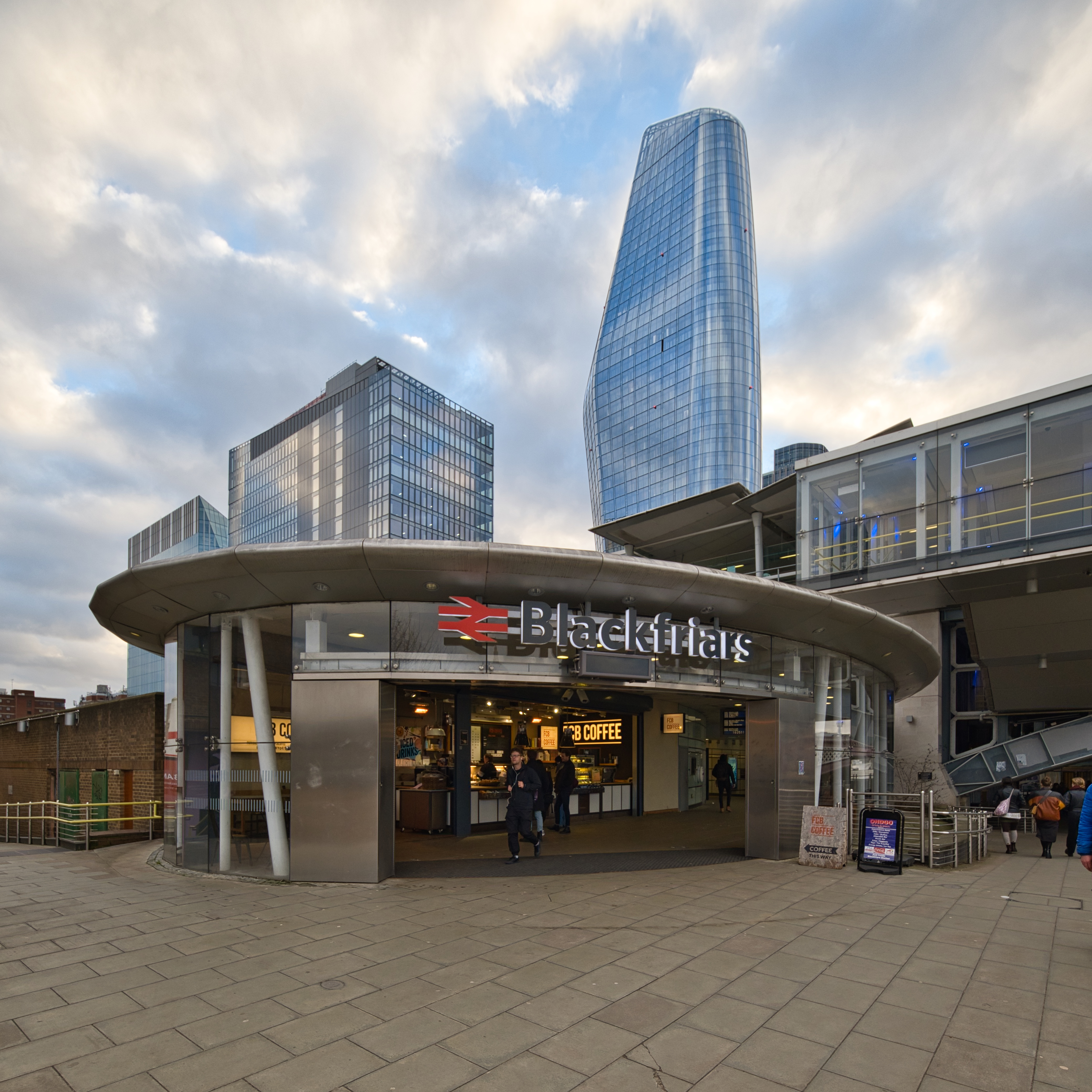
Wejścia na stację nad południowym brzegiem Tamizy
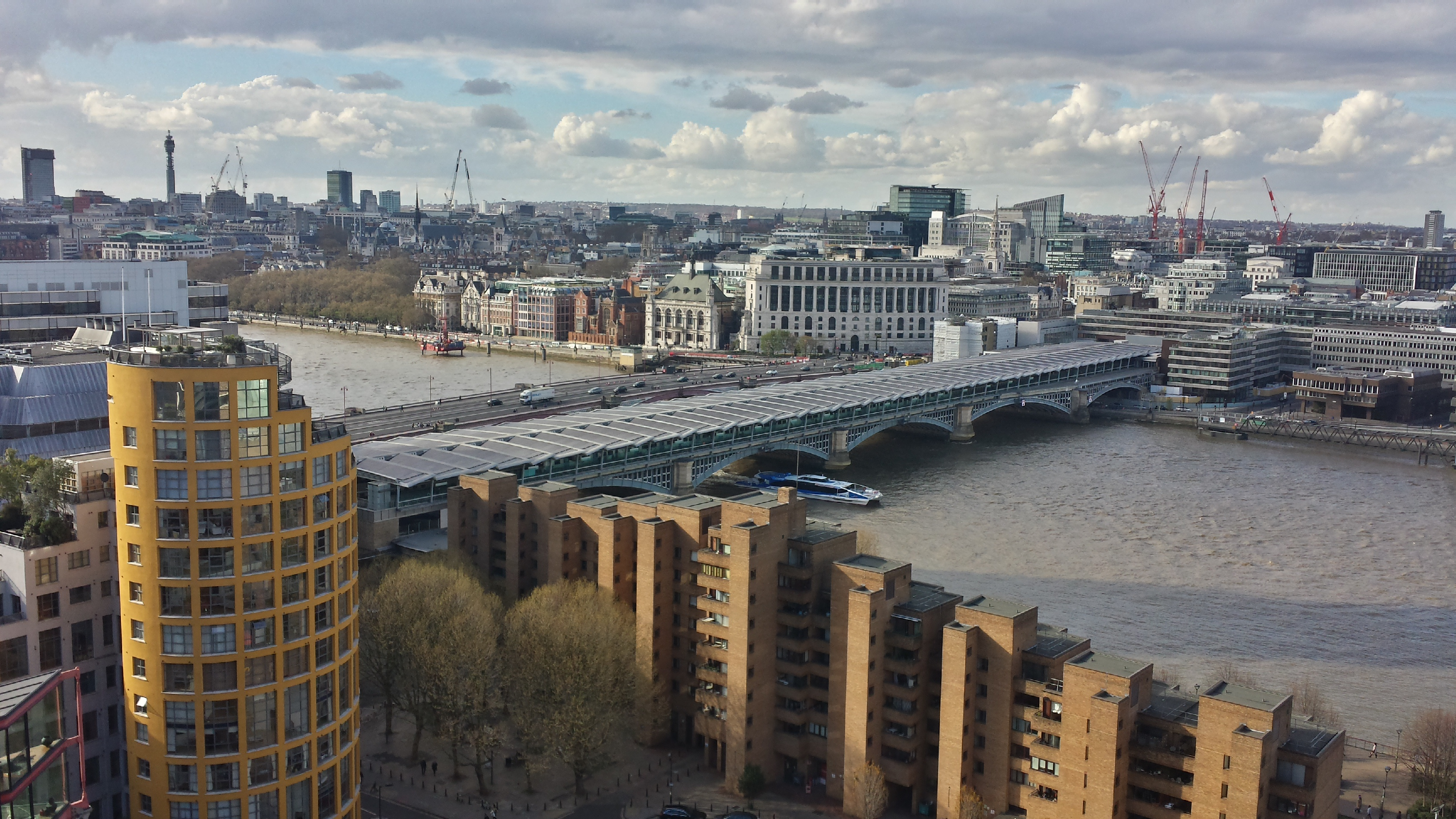
Widok z południowego brzegu rzeki na Blackfriars Railway Bridge, będący częścią stacji
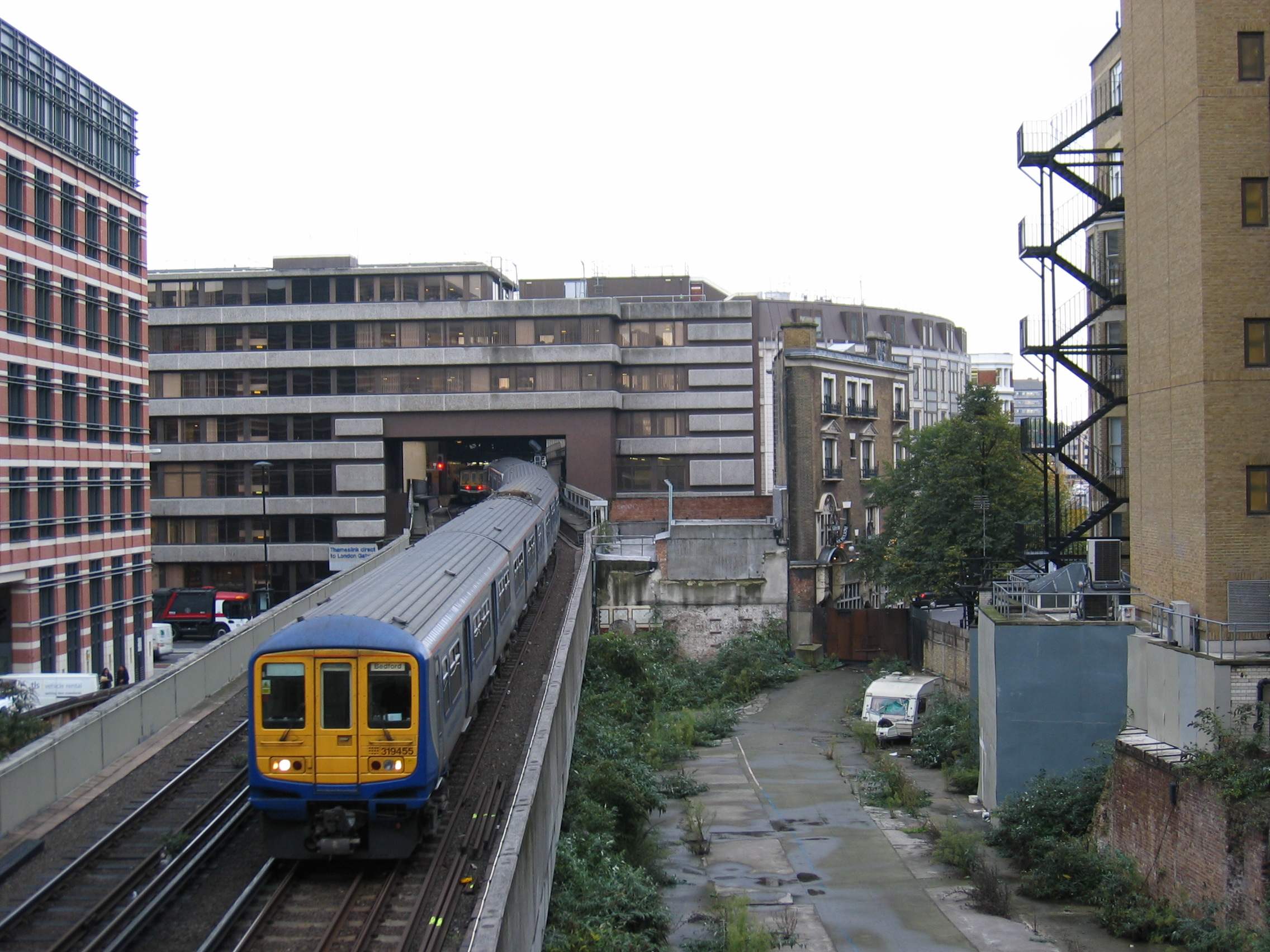
Wjazd od strony północnej, 2005 r.
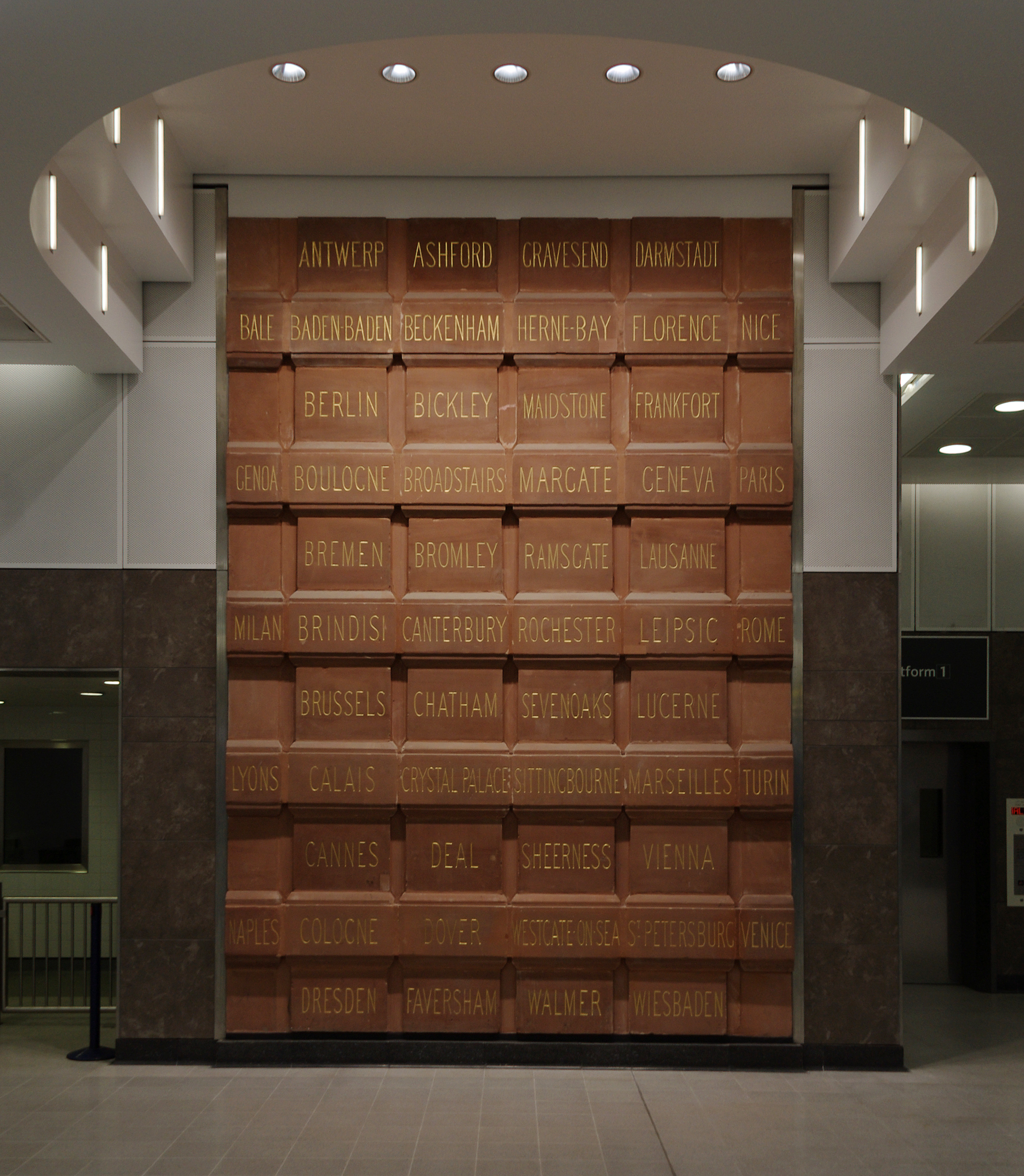
Pozostałość po XIX-wiecznym dworcu; kamienie z nazwami miast, do których mogli się udać podróżni